# Bruxton (Virginia Occidental)
Bruxton es un área no incorporada ubicada dentro del Distrito Leadsville, una división civil menor del condado de Randolph (Virginia Occidental), Estados Unidos. Está catalogada como un asentamiento humano por la Junta de Nombres Geográficos de los Estados Unidos.
El número de identificación (ID) asignado por el Servicio Geológico de Estados Unidos es 1726991.

## Geografía
Se encuentra a una altitud de 595 metros sobre el nivel del mar (1952 pies) según el conjunto de datos de elevación nacional.